# Государственное совещание в Уфе
Государственное совещание в Уфе (известно также как Уфимское государственное совещание, Уфимское совещание) — наиболее представительный форум антибольшевистских правительств, политических партий, казачьих войск и местных самоуправлений востока России в г. Уфе 8—23 сентября 1918 г.

Присутствовало 23 делегации (около 200 человек) от Комуча (Самара), Временного Сибирского правительства (Омск), Временного областного правительства Урала (Екатеринбург), войсковых правительств казачьих войск (Астраханского, Енисейского, Иркутского, Оренбургского, Семиреченского, Сибирского, Уральского), правительств ряда национально-государственных образований (правительства Алашской автономии, Башкирского правительства, правительства автономного Туркестана, национального управления мусульман тюрко-татар внутренней России и Сибири, Временного Эстонского правительства), нескольких общероссийских политических партий. На совещании в результате вынужденного и крайне неустойчивого компромисса различных антибольшевистских сил было образовано Временное Всероссийское правительство (так называемая «Уфимская директория»). Председателем правительства был избран Н. Д. Авксентьев.
Было установлено, что Временное Всероссийское Правительство «впредь до созыва Всероссийского Учредительного Собрания является единственным носителем верховной власти на всем пространстве государства Российского». Акт предусматривал «передачу Временному Всероссийскому правительству, как только оно того потребует», «всех функций верховной власти, временно отправляемых, в виду создавшихся условий, областными правительствами». Тем самым отменялся суверенитет региональных образований, на смену которому вводилась «широкая автономия областей», пределы которой полностью зависели от «мудрости Временного Всероссийского правительства».
Всероссийскому правительству вменялось способствовать ускорению созыва Учредительного собрания и в дальнейшем безусловно подчиниться ему «как единственной в стране верховной власти».
Основы национально-государственного устройства России должны были исходить из федеративных принципов: «устроение освобождающейся России на началах признания за её отдельными областями прав широкой автономии, обусловленной как географическим и экономическим, так и этническим признаками, предполагая окончательное установление государственной организации на федеративных началах полновластным Учредительным Собранием…, признание за национальными меньшинствами, не занимающими отдельной территории, прав на культурно-национальное самоопределение».
В отношении армии в Акте говорилось о необходимости «воссоздании сильной, боеспособной, единой Российской армии, поставленной вне влияния политических партий» и, одновременно, о «недопустимости политических организаций военнослужащих и устранении армии от политики».

В качестве неотложных задач по восстановлению государственного единства и независимости России были названы: 
1. Борьба за освобождение России от Советской власти;
2. Воссоединение отторгнутых, отпавших и разрозненных областей России;
3. Непризнание Брестского и всех прочих договоров международного характера, заключенных как от имени России, так и отдельных её частей после Февральской революции, какой бы то ни было властью, кроме Российского Временного Правительства, и восстановление фактической силы договорных отношений с державами согласия;
4. Продолжение войны против германской коалиции.